# Cortiñas (Puebla del Brollón)
Cortiñas es un caserío español situado en la parroquia de Veiga, del municipio de Puebla del Brollón, en la provincia de Lugo, Galicia.

## Geografía
Está situado a 382 m de altitud en una zona llana, en el margen derecho del río Cabe. Se encuentra junto al camino que une Santalla de Rey con A Ponte y Pacios de Veiga.

## Demografía
| Gráfica de evolución demográfica de Cortiñas entre 2000 y 2020 |
|                                                                |
| Datos según el nomenclátor publicado por el INE.               |